# Manor Lords
Manor Lords je realtimová budovatelská strategie od polského herního vývojáře Grzegorze Styczeńa. Vydavatelem hry je společnost Hooded Horse. Titul se odehrává ve Francích v pozdním 14. století a zaměřuje se na realističnost prostředí a funkcí. Manor Lords využívá Unreal Engine 4 Hra dle herního studia je o budování, ale i tak se ve hře objevují bitvy. Studio dostalo peníze na vývoj hry přes službu Patreon.